# Floresta Nacional de Caçador
A floresta nacional de Caçador é uma unidade de conservação brasileira de uso sustentável da natureza localizada no km 26 da rodovia SC 451, distrito municipal de Taquara Verde, em Caçador, Santa Catarina.
Com 270 ha de Araucaria angustifolia plantada, a floresta nacional de Caçador possui a maior área contínua de reflorestamento desta espécie do mundo. Desta maneira, contribui significativamente para a preservação desta espécie única, símbolo de toda a região e que, segundo a União Internacional para a Conservação da Natureza e dos Recursos Naturais (IUCN), encontra-se em perigo crítico de extinção.
A floresta, que é aberta à visitação pública, conta com infraestrutura de apoio ao visitante, composta de um grande quiosque, campo de futebol, trilhas ecológicas e uma casa.

## Histórico
Em 1954 foi criado o Parque Florestal de Caçador em uma área de 710 ha, doada pela prefeitura do município ao antigo Instituto Nacional do Pinho (INP). O parque, após a extinção do INP em 1967, ficou sob a responsabilidade do antigo Instituto Brasileiro de Desenvolvimento Florestal (IBDF). O parque foi elevado à categoria de floresta nacional 25 de setembro de 1968, passsando assim a ser denominado de Floresta Nacional de Caçador.
Com a extinção do IBDF pela Lei Nº 7.732, de 14 de fevereiro de 1989, a floresta foi transferida à Secretaria Especial do Meio Ambiente (SEMA) e, posteriormente, para o Instituto Brasileiro do Meio Ambiente e dos Recursos Naturais Renováveis (IBAMA), de acordo com a Lei Nº 7.735, de 22 de fevereiro de 1989. Em 2005, a Floresta ainda era administrada pelo IBAMA e sua situação fundiária estava completamente resolvida.
Em 2008, um grupo de trabalho do Ministério do Meio Ambiente (MMA) propôs o "rebaixamento" da floresta nacional de Caçador, junto às de Ipanema, Restinga do Cabedelo e Jamanxim, por não serem autossustentáveis e não atenderem outros requisitos. Contudo, a floresta nacional de Caçador, com 708 ha, constava do Plano Anual de Outorga Florestal de 2009, conforme a Portaria Nº 25, de 4 de agosto de 2008, do Serviço Florestal Brasileiro.
O Instituto Chico Mendes de Conservação da Biodiversidade (ICMBio), ao qual cabe atualmente a gestão da unidade Caçador, excluiu dez florestas nacionais do processo de concessão do Plano Anual de Outorga Florestal de 2011, dentre elas a de Caçador. Em dezembro de 2011 a floresta não tinha um Plano de Manejo e encontrava-se sem um Conselho Gestor, apesar de recomendação neste sentido encaminhada pela Procuradoria da República em Santa Catarina ao ICMBio ainda em 2009.

## Caracterização da área

Mapa da FLONA de Caçador.

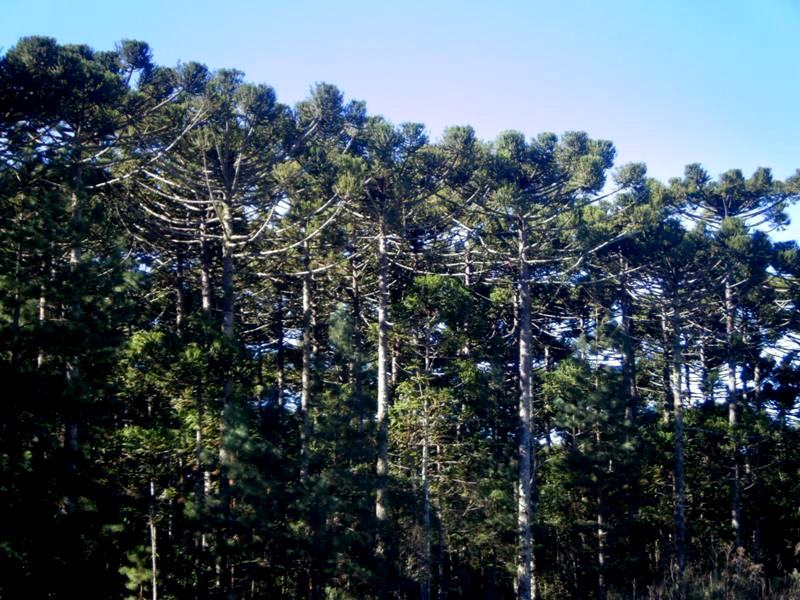
Plantação de araucárias.

A floresta nacional de Caçador (FLONA de Caçador), com uma área de 706,54 ha, é uma unidade de conservação de uso múltiplo sustentável, cujos objetivos são a preservação da natureza e a pesquisa científica, com ênfase em métodos para exploração sustentável de florestas nativas. Contudo, apenas 0,01% da área da floresta é formada por mata nativa.

### Flora
A FLONA de Caçador está inserida no bioma da Mata Atlântica. A vegetação original era a de Floresta Ombrófila Mista, dominada pelas araucárias, sob as quais encontravam-se bosques compostos por, entre outras espécies, imbuias, canelas-pretas, cerejeiras e erva-mate. Atualmente, dos reflorestamentos que compõe a FLONA Caçador, aproximadamente 38% (270 ha) são de araucária plantada, 35,1% (250 ha) de pinus elliottii e cerca de 3% (21 ha) de um misto de ambas as espécies. Apenas 0,01% da área da floresta é coberta por mata nativa (que inclui algumas araucárias). Outros 16,4% (116,45 ha) são de aceiros, havendo 2,067 ha (0,03%) de açudes.

### Topografia
O relevo é ondulado, com rios ao longo de vales em "V" e colinas alongadas e bem esculpidas. A floresta está a cerca de 1 100 m de altitude.

## Infraestrutura
A unidade não possui um sistema de torres de observação nem um sistema de comunicação. Apenas o escritório regional do IBAMA, localizado na sede do município, está equipado para receber e fornecer informações sobre a mesma. A floresta é cortada pela rodovia estadual SC 451. Dividida em 32 talhões, possui diversos pontos de captação de água e estradas internas em boas condições de uso.

## Ameaças

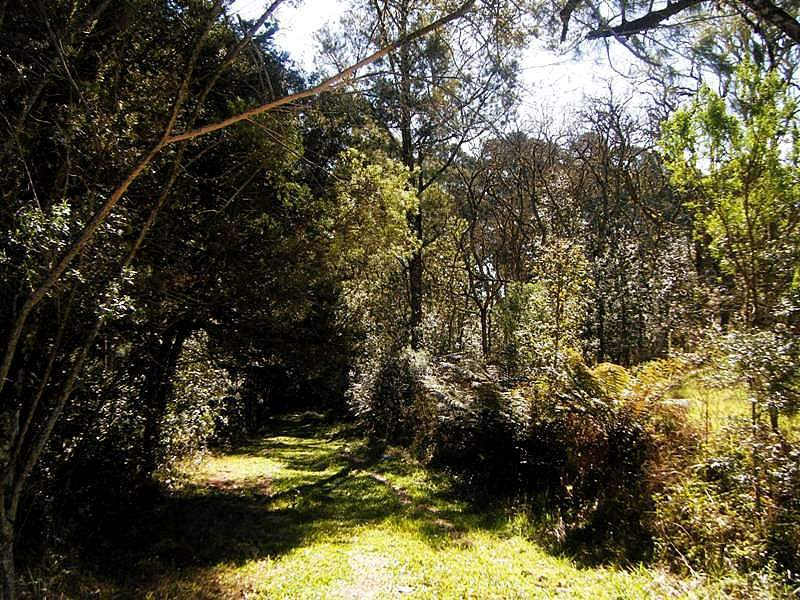
Resquício de mata nativa no interior da floresta.

Menos de 1% da área da FLONA de Caçador é de mata nativa e há a dispersão descontrolada de pinus elliottii na região, sendo que a floresta abriga mais de 250 ha de reflorestamentos desta espécie. Em 2009, o Ministério Público Federal (MPF) recomendou o corte das espécies exóticas passíveis de aproveitamento econômico, que estivessem causando danos ambientais ou impedindo a regeneração da mata nativa. A intenção do MPF é de que sejam preservadas as espécies nativas, em substituição às espécies exóticas. Por apresentar uma grande área coberta com espécies exóticas, a FLONA de Caçador estaria em desacordo com a Lei n. 9.985/2000, segundo a qual Floresta Nacional é uma área com cobertura florestal de espécies predominantemente nativas.

## Visitação
A floresta é aberta à visitação pública. O visitante encontrará um grande quiosque, campo de futebol, trilhas ecológicas e uma casa, que poderá utilizar.